# Alexander von Domarus
Alexander von Domarus (* 1. September 1881 in Berlin; † 4. Mai 1945 in Malchow) war ein deutscher Mediziner.

## Werdegang
Domarus besuchte das Französische Gymnasium Berlin und studierte Medizin in Freiburg im Breisgau, Berlin und München, wo er ein Schüler des Internisten Friedrich von Müller war. In München wurde er 1907 promoviert.
Im Jahr 1912 wurde Domarus Direktor der Medizinischen Abteilung des Krankenhauses in Weißensee bei Berlin. 1931 wurde er Privatdozent und habilitierte sich. Im November 1934 wurde Domarus außerordentlicher Professor an der Universität Berlin. Im Dezember 1934 wurde er Direktor der I. Inneren Abteilung im Horst-Wessel-Krankenhaus.
Er war Mitglied verschiedener medizinischer Gesellschaften, so der Berliner Medizinischen Gesellschaft, der Hufelandgesellschaft Berlin und der Deutschen Gesellschaft für Innere Medizin. Seit 1930 war er Mitredakteur der Berliner Klinischen Wochenschrift.
Zwei Tage vor dem Einmarsch der Roten Armee beging Domarus in Malchow Suizid.

## Werke
- Taschenbuch der klinischen Hämatologie. 1912
- Methodik der Blutuntersuchung. 1920
- Grundriß der inneren Medizin. 1923
- Richtlinien für die Krankenkost. 1925